# 里奇陨击坑
里奇陨击坑(Ritchey)是火星上一座位于科普剌塔斯区南纬28.8度、西经51度处的撞击坑，直径约79公里，其名称取自美国天文学家乔治·威利斯·里奇（1864年-1945年）。里奇陨击坑坐落在水手谷南面和阿耳古瑞平原北部之间，是一座巨大的撞击坑，有强力的证据表明它曾经是一座湖泊。

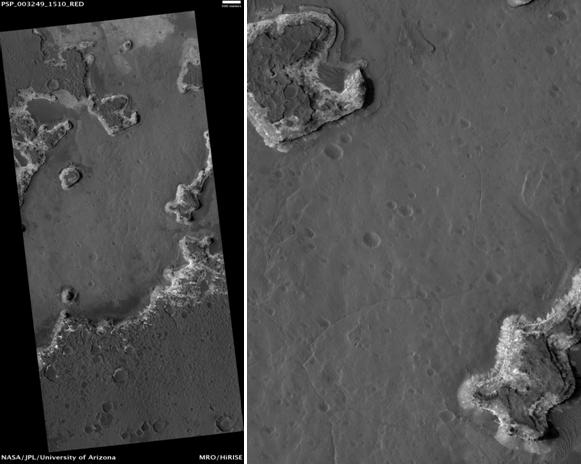
高分辨率成像科学设备显示的里奇陨击坑岩层，深色冠层似乎耐侵蚀，而白色中间层则较弱。单击图像可查看更多详细信息，比例尺长500米。

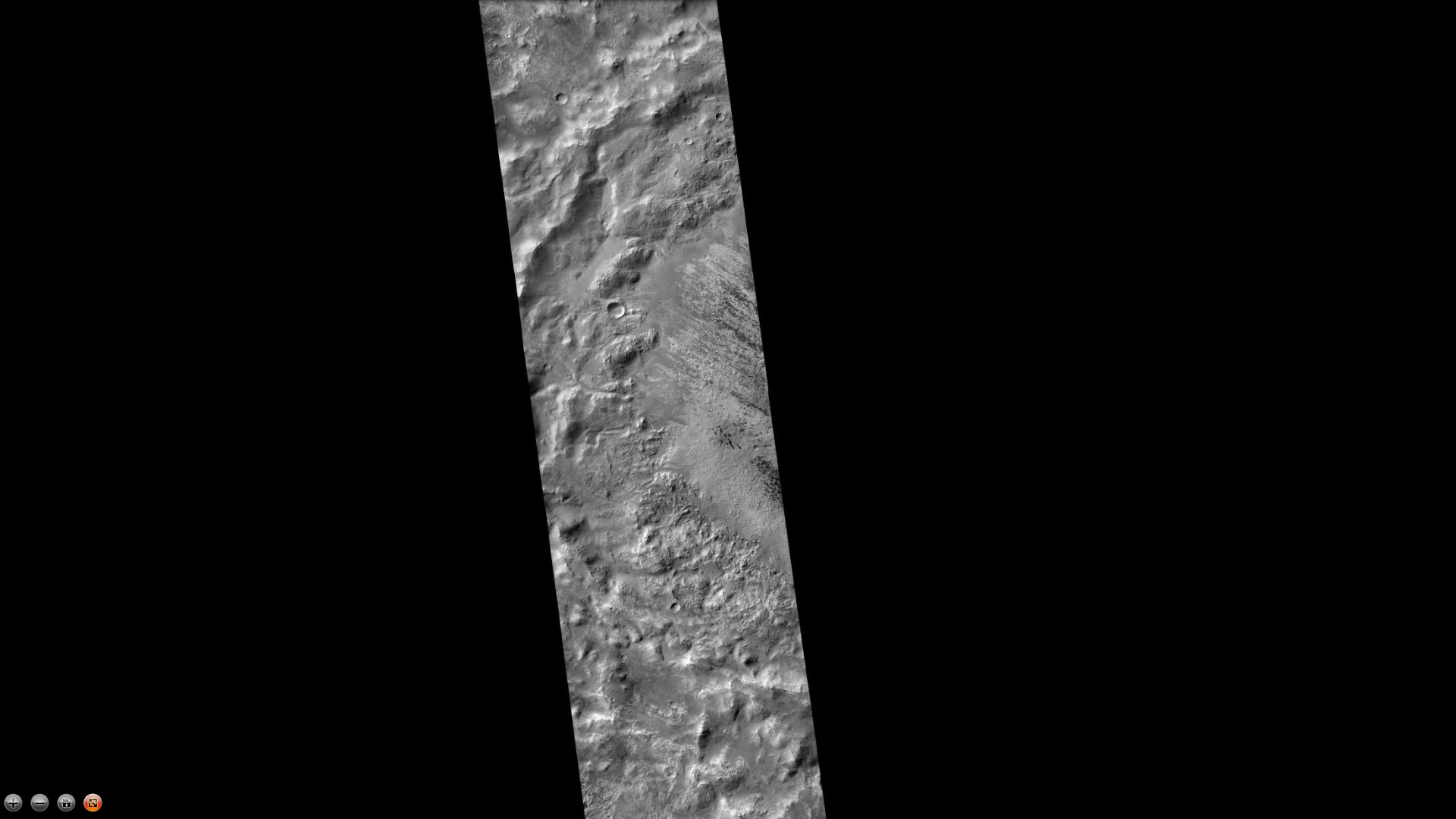
火星勘测轨道飞行器背景摄机拍摄的里奇陨击坑西侧壁。

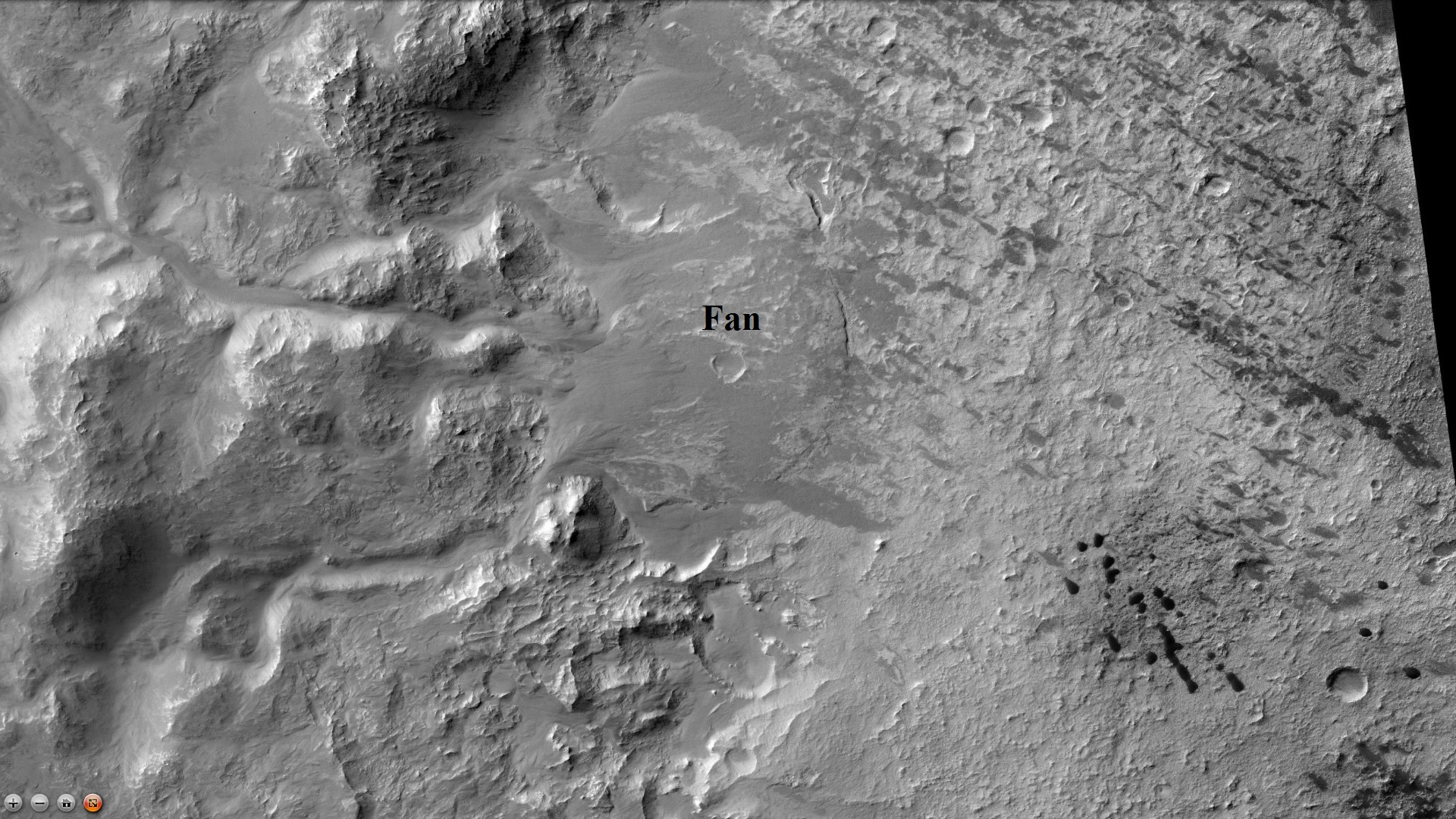
火星勘测轨道飞行器背景摄机拍摄的里奇陨击坑西侧坑壁上的冲积扇，注意：这是前一幅图像的放大版。

## 描述
里奇陨击坑形成于诺亚纪年代之后，来自高分辨率成像科学设备的图片显示，它的中央山峰有巨大的基岩和带碎屑的巨形角砾岩。
里奇陨击坑引起了科学家的关注，因为它显示有数层不同的岩层，顶部的黑色层形成一层冠岩，保护了下面的岩层免受侵蚀。在这层坚硬、深色的冠岩下,是一层硬度较低、颜色更浅的岩石，它们会碎裂成小石块，这些地层可能形成于火山灰、湖泊或河流或沙丘沉积物。在坑壁上和沿坑壁可常见到河流通道和扇形沉积，在里奇陨击坑中还发现了粘土矿物。
这些矿物表明陨坑中曾存在过一段时间的水，在中央隆起区周围发现了蒙脱石粘土的证据，该地质单元可能是由于撞击而形成。撞击产生的热量使液态水存在了很长的时间，足以将矿物转化为粘土。布朗大学的研究人员在里奇陨击坑发现了含有粘土矿物的撞击熔融沉积物。
由于里奇陨击坑形成于赫斯珀里亚纪或更后的年代，这意味着火星各个历史时期可能都存在过液态水。在撞击坑壁、坑底和扇形沉积物中也都发现了粘土矿物，但尚不清楚它们是何时产生的。这些矿物可能在某处形成，后被搬运而至，或者是侵蚀暴露出的原先已存在粘土。然而，光谱证据表明，撞击坑底部和扇形沉积物中至少有部分粘土来自陨坑坑壁。
在中央隆起处检测到了可能以水合蛋白石形式存在的水合二氧化硅，此外，最近在那里也检测到橄榄石、低钙辉石和斜长石。
里奇陨击坑曾被建议为火星探测器的着陆点，它可能曾拥有过一座大湖。在陨坑中发现了一系列包括粘土在内的厚厚沉积物，分布在陨坑坑壁和边缘上河流特征及冲积物/河流沉积物是曾经存在过大量液态水的有力证据。

## 另请查看
- 火星撞击坑